# Superheroine Chronicles Battle of Heaven
Burning Action - Superheroine Chronicles Battle of Heaven es una película japonesa estrenada el 22 de octubre de 2010, de acción, artes marciales, y tokusatsu, protagonizada por Ayaka Tsuji y Riria Aiuchi, dirigida por Kanzo Matsuura, y producida por Zen Pictures.
El idioma es en japonés, pero también está disponible con subtítulos en inglés, en DVD o descargable por internet.

## Argumento
Volviendo a casa de Estados Unidos, Ayumi Amamiya cambia de colegio a otro donde esta su vieja amiga desde la niñez Rina Hayami. Sin embargo, la escuela está infectada de grupos de encapuchados delincuentes, y ella es vista como un blanco para ser secuestrada.
El padre de Ayumi es un luchador, y ella ha adquirido las habilidades y aprendizajes en las artes marciales de su padre, por lo que cuando los encapuchados se enfrentan a ella, son derribados.
El jefe de la banda de encapuchados, pide a un fuerte hombre llamado Goh Tsuchikawa y su secretaria Saki Hanazono, que la capturen como una prisionera.
La banda se propone también capturar a su mejor amiga Rina quien también era una molestia para ellos, pero Rina golpea y vence a Tsuchikawa y acude en ayuda de Ayumi, que ha sido capturada.